# Stefania Sandrelli
Stefania Sandrelli (Viareggio, 5 juni 1946) is een Italiaanse actrice.
Stefania Sandrelli won op haar vijftiende een schoonheidswedstrijd en kreeg meteen een rol aangeboden in Gioventù di notte (1961). In datzelfde jaar speelde ze al in twee andere films, waaronder de succesrijke komedie Divorzio all'italiana van Pietro Germi, naast Marcello Mastroianni. Later speelde ze nog in drie andere films van Germi. 
Onder regie van Bernardo Bertolucci speelde ze in vier films: het drama Partner (1968), de dramatische politieke satire Il conformista (1970), het dramatisch historisch fresco Novecento (1976) en de tragikomedie Stealing Beauty (1996). Ettore Scola castte haar in vijf films, onder meer in de tragikomedie C'eravamo tanto amati (1974) en in het drama La terrazza (1980). 
Begin jaren '80 had haar carrière een dieptepunt bereikt. In 1983 speelde ze de hoofdrol in de erotische dramafilm La chiave van Tinto Brass. Die film gaf haar carrière een nieuw elan. Sedertdien speelde ze onder meer in Scola's drama La famiglia (1987) en Il piccolo diavolo (1989), een komedie van Roberto Benigni. Veel van haar films zijn Italiaans-Franse co-producties.

## Filmografie (ruime selectie)
- 1961 - Gioventù di notte (Mario Sequi)
- 1961 - Il federale (Luciano Salce)
- 1961 - Divorzio all'italiana (Pietro Germi)
- 1963 - Les Vierges (Jean-Pierre Mocky)
- 1963 - Il fornaretto di Venezia (Duccio Tessari)
- 1963 - L'Aîné des Ferchaux (Jean-Pierre Melville)
- 1963 - Sedotta e abbandonata (Pietro Germi)
- 1965 - Io la conoscevo bene (Antonio Pietrangeli)
- 1966 - Tendre Voyou (Jean Becker)
- 1967 - L'immorale (Pietro Germi)
- 1968 - Partner (Bernardo Bertolucci)
- 1969 - L'amante di Gramigna (Carlo Lizzani)
- 1970 - Il conformista (Bernardo Bertolucci)
- 1970 - Brancaleone alle crociate (Mario Monicelli)
- 1972 - Alfredo, Alfredo (Pietro Germi)
- 1974 - Delitto d'amore (Luigi Comencini)
- 1974 - C'eravamo tanto amati (Ettore Scola)
- 1975 - Les Magiciens (Claude Chabrol)
- 1973 - Le Voyage de noces (Nadine Trintignant)
- 1976 - Novecento (Bernardo Bertolucci)
- 1976 - Police Python 357 (Alain Corneau)
- 1979 - Le Maître-nageur (Jean-Louis Trintignant)
- 1979 - L'ingorgo (Luigi Comencini)
- 1980 - La terrazza (Ettore Scola)
- 1983 - La chiave (Tinto Brass)
- 1984 - Magic Moments (Luciano Odorisio)
- 1986 - Speriamo che sia femmina (Mario Monicelli)
- 1987 - La famiglia (Ettore Scola)
- 1987 - Secondo Ponzio Pilato (Luigi Magni)
- 1987 - Noyade interdite (Pierre Granier-Deferre)
- 1987 - Gli occhiali d'oro (Giuliano Montaldo)
- 1988 - Mignon è partita (Francesca Archibugi)
- 1988 - Il piccolo diavolo (Roberto Benigni)
- 1990 - Stradivari (Giacomo Battiato)
- 1990 - Il male oscuro (Mario Monicelli)
- 1990 - Die Rückkehr (L'Africana) (Margarethe von Trotta)
- 1992 - Jamón Jamón (Bigas Luna)
- 1995 - Palermo Milano - Solo andata (Claudio Fragasso)
- 1996 - Stealing Beauty (Bernardo Bertolucci)
- 1998 - La cena (Ettore Scola)
- 1998 - Matrimoni (Cristina Comencini)
- 1999 - Volavérunt (Bigas Luna)
- 2001 - L'ultimo bacio (Gabriele Muccino)
- 2003 - Um Filme Falado (Manoel de Oliveira)
- 2003 - Gente di Roma (Ettore Scola)
- 2004 - Te lo leggo negli occhi (Valia Santella)
- 2008 - Un giorno perfetto (Ferzan Özpetek)
- 2009 - Meno male che ci sei (Luis Prieto)
- 2010 - La prima cosa bella (Paolo Virzi)
- 2010 - La passione (Carlo Mazzacurati)
- 2018 - A casa tutti bene (Gabriele Muccino)
- 2021 - Lei mi parla ancora (Pupi Avati)
- 2024 - Marcello Mio (Christophe Honoré)
- 2024 - Parthenope (Paolo Sorrentino)